# María Bautista Espinosa y Velázquez
María Bautista Espinosa y Velázquez (Madrid, ? - Salamanca, 9 de gener de 1662), de nom religiós María Bautista de San Agustín, va ser una religiosa agustina recol·lecta.
Nascuda a Madrid, era filla de Juan Espinosa i María Velázquez.
A la mort dels seus pares, va quedar a càrrec d'una germana més gran casada, amb la qual es va traslladar a Valladolid. Espinosa va mostrar desig de fer-se religiosa i va entrar al convent de l'Encarnació d'agustines recol·lectes, fundat en aquella època per Mariana de San José. Hi va professar el 3 de setembre de 1611.
Ocupà diversos càrrecs a l'orde fins a arribar a ser priora durant nou anys, succeint a María del Espíritu Santo. Sembla que va tenir contacte amb la coneguda monja de Carrión, Luisa de la Ascensión, abans de ser incomunicada pel seu procés inquisitorial. Es va fer coneguda per les seves virtuts i quan el 1641 els comtes de Monterrey van ocupar el patronat i van edificar un convent a Salamanca, el nunci de la Santa Seu la va nomenar encarregada de la seva fundació, i el 14 d'octubre del mateix any s'hi traslladà amb quatre religioses.
Va romandre a Salamanca durant disset anys ocupant el càrrec de priora. Malalta els darrers anys de la seva vida, va morir a Salamanca el 9 de gener de 1662. Al seu enterrament hi van assistir els canonges de la catedral, que van dur a terme l'ofici, i tot el poble de Salamanca.